# Margarita di Baden
Margarita di Baden (nome completo in tedesco Margarita Alice Thyra Viktoria Marie Louise Scholastica; Salem, 14 luglio 1932 – Farnham, 15 gennaio 2013) è stata una principessa tedesca.

## Biografia
Era la figlia maggiore di Bertoldo, Margravio di Baden, e di sua moglie, la principessa Teodora di Grecia e Danimarca. Nacque nell'Abbazia di Salem, dove trascorse la sua infanzia. Suo padre gestì una scuola insieme a Kurt Hahn. Era la nipote del principe Filippo, duca di Edimburgo e la cugina del re Carlo III del Regno Unito.

## Matrimonio
Andò a vivere a Londra nel 1948 e si formò come infermiera presso il St. Thomas' Hospital. Durante questo periodo, è stata spesso vista con la cugina, la principessa Cristina d'Assia, e la principessa Beatrice di Hohenlohe-Langenburg. La principessa Beatrice fu brevemente fidanzata con il fratello di Margarita, il principe Massimiliano, e la principessa Cristina divenne la futura cognata di Margarita, sposando il principe Andrej di Jugoslavia. Partecipò all'incoronazione di sua zia nel 1953. Mentre era a Londra, incontrò il principe Tomislavo, un membro della famiglia reale jugoslava in esilio.
La coppia si sposò il 5 giugno 1957 in una cerimonia civile a Salem, seguita da due cerimonie in una chiesa luterana e una serba ortodossa il 6 giugno. Il principe Filippo, il duca di Edimburgo (suo zio materno) e il re Simeone di Bulgaria erano tra gli invitati. La coppia ebbe due figli:
- Nicola di Jugoslavia (nato il 15 marzo 1958), sposato con Ljiljana Licanin, hanno una figlia;
- Caterina di Jugoslavia (nata il 28 novembre 1959), sposò Sir Desmond de Silva, hanno una figlia[4][5].

La coppia si stabilì nel Regno Unito, gestendo una tenuta vicino a Billingshurst. Divorziarono nel 1981.

## Morte
La principessa Margarita divenne la madrine delle organizzazioni benefiche serbe ed era anche presidente del Convento di Marta e Maria a Mosca.
La principessa Margarita ebbe problemi di salute negli ultimi anni. È stata vista seduta su una sedia a rotelle nell'Abbazia di Westminster come invitata alle nozze del principe William e Catherine Middleton.
La principessa Margarita è morta a Farnham, nel Surrey, il 15 gennaio 2013 dopo una lunga malattia. Il suo funerale si è tenuto presso la Chiesa ortodossa serba di San Sava a Notting Hill il 24 gennaio 2013. Tra i partecipanti al lutto c'erano suo zio il duca di Edimburgo, la regina Anna-Maria di Grecia e suo nipote Alessandro, principe ereditario di Jugoslavia. La principessa Margarita fu sepolta nel cimitero di famiglia a Stefansfeld, vicino a Baden, il 28 gennaio 2013.

## Ascendenza
|                            |                         |                                      | Genitori                             |  |  | Nonni |  |  | Bisnonni              |  |  | Trisnonni             |  |
|                            |                         |                                      |                                      |  |  |       |  |  | 8. Guglielmo di Baden |  |  | 16. Leopoldo di Baden |  |
|                            |                         |                                      |                                      |  |  |       |  |  | 8. Guglielmo di Baden |  |  | 16. Leopoldo di Baden |  |
|                            |                         | 17. Sofia Guglielmina di Svezia      |                                      |  |  |       |  |  | 8. Guglielmo di Baden |  |  |                       |  |
| 4. Massimiliano di Baden   |                         |                                      |                                      |  |  |       |  |  | 8. Guglielmo di Baden |  |  |                       |  |
|                            |                         | 9. Maria di Leuchtenberg             | 18. Massimiliano di Leuchtenberg     |  |  |       |  |  |                       |  |  |                       |  |
|                            |                         | 9. Maria di Leuchtenberg             | 18. Massimiliano di Leuchtenberg     |  |  |       |  |  |                       |  |  |                       |  |
|                            |                         | 9. Maria di Leuchtenberg             | 19. Marija Nikolaevna Romanova       |  |  |       |  |  |                       |  |  |                       |  |
| 2. Bertoldo di Baden       |                         | 9. Maria di Leuchtenberg             |                                      |  |  |       |  |  |                       |  |  |                       |  |
|                            |                         | 10. Ernesto Augusto di Hannover      | 20. Giorgio V di Hannover            |  |  |       |  |  |                       |  |  |                       |  |
|                            |                         | 10. Ernesto Augusto di Hannover      | 20. Giorgio V di Hannover            |  |  |       |  |  |                       |  |  |                       |  |
|                            |                         | 10. Ernesto Augusto di Hannover      | 21. Maria di Sassonia-Altenburg      |  |  |       |  |  |                       |  |  |                       |  |
| 5. Maria Luisa di Hannover |                         | 10. Ernesto Augusto di Hannover      |                                      |  |  |       |  |  |                       |  |  |                       |  |
|                            |                         | 11. Thyra di Danimarca               | 22. Cristiano IX di Danimarca        |  |  |       |  |  |                       |  |  |                       |  |
|                            |                         | 11. Thyra di Danimarca               | 22. Cristiano IX di Danimarca        |  |  |       |  |  |                       |  |  |                       |  |
|                            |                         | 11. Thyra di Danimarca               | 23. Luisa d'Assia-Kassel             |  |  |       |  |  |                       |  |  |                       |  |
| 1. Margarita di Baden      |                         | 11. Thyra di Danimarca               |                                      |  |  |       |  |  |                       |  |  |                       |  |
|                            | 12. Giorgio I di Grecia | 24. Cristiano IX di Danimarca (= 23) |                                      |  |  |       |  |  |                       |  |  |                       |  |
|                            | 12. Giorgio I di Grecia | 24. Cristiano IX di Danimarca (= 23) |                                      |  |  |       |  |  |                       |  |  |                       |  |
|                            | 12. Giorgio I di Grecia | 25. Luisa d'Assia-Kassel (= 24)      |                                      |  |  |       |  |  |                       |  |  |                       |  |
| 6. Andrea di Grecia        | 12. Giorgio I di Grecia |                                      |                                      |  |  |       |  |  |                       |  |  |                       |  |
|                            |                         | 13. Ol'ga Konstantinovna Romanova    | 26. Konstantin Nikolaevič Romanov    |  |  |       |  |  |                       |  |  |                       |  |
|                            |                         | 13. Ol'ga Konstantinovna Romanova    | 26. Konstantin Nikolaevič Romanov    |  |  |       |  |  |                       |  |  |                       |  |
|                            |                         | 13. Ol'ga Konstantinovna Romanova    | 27. Alessandra di Sassonia-Altenburg |  |  |       |  |  |                       |  |  |                       |  |
| 3. Teodora di Grecia       |                         | 13. Ol'ga Konstantinovna Romanova    |                                      |  |  |       |  |  |                       |  |  |                       |  |
|                            |                         | 14. Luigi di Battenberg              | 28. Alessandro d'Assia               |  |  |       |  |  |                       |  |  |                       |  |
|                            |                         | 14. Luigi di Battenberg              | 28. Alessandro d'Assia               |  |  |       |  |  |                       |  |  |                       |  |
|                            |                         | 14. Luigi di Battenberg              | 29. Julia von Hauke                  |  |  |       |  |  |                       |  |  |                       |  |
| 7. Alice di Battenberg     |                         | 14. Luigi di Battenberg              |                                      |  |  |       |  |  |                       |  |  |                       |  |
|                            |                         | 15. Vittoria d'Assia-Darmstadt       | 30. Luigi IV d'Assia                 |  |  |       |  |  |                       |  |  |                       |  |
|                            |                         | 15. Vittoria d'Assia-Darmstadt       | 30. Luigi IV d'Assia                 |  |  |       |  |  |                       |  |  |                       |  |
|                            |                         | 15. Vittoria d'Assia-Darmstadt       | 31. Alice di Sassonia-Coburgo-Gotha  |  |  |       |  |  |                       |  |  |                       |  |
|                            |                         | 15. Vittoria d'Assia-Darmstadt       |                                      |  |  |       |  |  |                       |  |  |                       |  |